# 시곡중학교
시곡중학교(枾谷中學校)는 대한민국 경기도 안산시 상록구 사동에 있는 공립 중학교이다.

## 학교 연혁
- 1994년 2월 28일 : 설립인가(15학급)
- 1994년 3월 1일 : 초대 교장 한우명 취임
- 1994년 3월 2일 : 제1회 입학식(15학급 787명)
- 1997년 2월 14일 : 제1회 졸업식(15학급 823명)
- 2023년 9월 1일 : 제11대 지성근 교장 취임
- 2023년 12월 21일 : 제28회 졸업식(11학급 283명, 연 18,033명)
- 2024년 3월 4일 : 제31회 입학식(10학급 288명)

## 참고 자료
- 시곡중학교 - 한국교육학술정보원 학교알리미